# 傳染性喉氣管炎病毒屬
傳染性喉氣管炎病毒屬（學名：Iltovirus）是皰疹病毒目甲型皰疹病毒亞科的一個屬，僅包含雞皰疹病毒一型（GaHV-1）與鸚鵡皰疹病毒一型（PsHV-1）兩種病毒，感染雞、鸚鵡、鵪鶉與火雞等鳥類。雞皰疹病毒一型可造成雞隻喉炎，鸚鵡皰疹病毒一型則可造成鸚鵡的帕切科病，在亞馬孫鸚鵡的發生率很高。
本屬病毒與其他皰疹病毒一樣為具有包膜的雙股DNA病毒，包膜上有許多醣蛋白可與宿主細胞表面的受體結合造成感染；病毒顆粒為正二十面體，直徑約150至200奈米，基因組為不分段的線性DNA，長約15萬bp。

## 下属物种
本属包括以下物种：
- 禽疱疹病毒1型 Gallid alphaherpesvirus 1
- 鹦鹉疱疹病毒1型 Psittacid alphaherpesvirus 1